# 许相
许相（？—189年），字公弼，汝南郡平舆县（今河南省平舆县）人，东汉政治人物。许训之子。
许相初任光禄大夫，中平二年（185年）十月，接替杨赐任司空（三公之一）。中平四年（187年）五月，太尉张温平定西北之乱无效而免官，司徒崔烈接替他为太尉，许相任司徒。丁宫继任司空。中平五年（188年）九月，许相被免除司徒之位，丁宫继任。次年，汉灵帝崩，汉少帝刘辩即位。中常侍张让等人谋杀大将军何进，矫诏任命许相为河南尹，樊陵为司隶校尉。司隶校尉袁绍杀张让、赵忠等宦官，许相和樊陵也被袁绍所杀。